# Farmakon
Farmakonnak nevezik mindazokat a hatóanyagokat, amelyek az élő rendszerek normális fiziológiás és biokémiai működését befolyásolni képesek, azzal kölcsönhatásba lépnek, és amelyeket elsődlegesen terápiás céllal a medicina felhasználhat. Más megfogalmazásban: emberi és állati betegségek gyógyítására alkalmas vegyületek. A farmakonok legtöbb esetben úgynevezett testidegen anyagok (xenobiotikumok), de némely esetben a szervezet molekulái is használhatók farmakonként (pl. a hormon). A tápanyagot azonban nem tekintjük farmakonoknak.
Az élő szervezet és a farmakonok kölcsönhatásaival foglalkozó tudomány a farmakológia, amely a farmakont két fő aspektusból vizsgálja. Az egyik a farmakodinámia, amely azokkal a hatástani eseményekkel foglalkozik, amelyeket a farmakon indít meg a szervezetben (hatásmechanizmus). A másik aspektus a farmakokinetika, amely azt elemzi, hogy a szervezet miként hat a farmakonra, azaz a molekula szervezeten belüli sorsát vizsgálja.
A farmakon önmagában még nem gyógyszer. Gyógyszerré – vagyis gyógyításra alkalmas szerré – akkor válik, ha megfelelő gyógyszerformává alakítják. 
A „farmakon” kifejezés a görög pharmacon szóból származik, melynek eredeti jelentése: gyógyszer, méreg, kábítószer. Ezzel szemben a farmakon jelentése a magyar szaknyelvben csak a gyógyszerhatóanyagra korlátozódik, a mérgekre pedig a toxikon szót használja.